# Svend Skrydstrup
Svend Peter Skrydstrup (ur. 21 stycznia 1940 w Sønderborgu, zm. 1 lipca 2010) – duński zapaśnik walczący w stylu klasycznym. Olimpijczyk z Tokio 1964, gdzie odpadł w eliminacjach w kategorii 63 kg.
Dziewiąty na mistrzostwach świata w 1967. Siódmy na mistrzostwach Europy w 1967. Zdobył dwa brązowe medale na mistrzostwach nordyckich w latach 1963–1967.
Trzykrotny mistrz Danii w latach: 1964, 1967 i 1969; drugi w 1963, 1968, 1970, 1971 i 1973, a trzeci w 1961 roku.